# بول كاستيلانو
بُولْ كاستيلانو (بالإنجليزية: Paul Castellano) ولد يوم 26 جوان 1915 في بروكلين مدينة نيويورك الولايات المتحدة وهو رئيس عائلة غامبينو الاجرامية وهي إحدى عائلات المافيا الخمس المسيطرة على مدينة نيويورك بدء حياة الجريمة عام 1940 في شبابه وبدأ يرتفع منصبه في عائلة غامبينو إلى ان أصبح الزعيم في عام 1975 وكانت غامبينو وقتها أكبر عائلة اجرامية في البلاد ظل بول كاستيلانو يدير شؤون العائلة وفي 1 يوليو 1985 تم اعتقاله بعد عملية تنصت واسعة قادتها الحكومة ضد العائلات الخمس واعتقل مع كاستيلانو كل من انطونيو ساليرنو رئيس عائلة جونيفيز وانطونيو كورالو رئيس عائلة لوكيزي وتم نسب عدة تهم اليهم من ضمنها الابتزاز والقروض فاحشة الفائدة وغيرها من التهم خرج كاستيلانو بعدها بكفالة قدرها مليون دولار اغتيل كاستيلانو في ليلة 16 ديسمبر 1985 هو وسائقه توني بيلوتي امام أحد المطاعم في منهاتن على يد رجال يلبسون المعاطف البنية الطويلة وتم الاثبات لاحقا ان جون غوتي هو وراء هذه الجريمة.
.